# Tanya Grotter

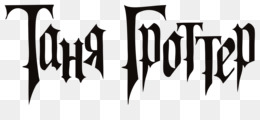

Tanya Grotter (in russo Таня Гроттер?) è la protagonista femminile di una serie di romanzi fantasy russa di Dmitri Yemets. Tanya (abbreviazione di Tatiana) Grotter è un'orfana con molti fatti in comune con il personaggio creato da J. K. Rowling chiamato Harry Potter. Nonostante il successo in Russia, che ha portato alla creazione di vari sequel, la serie non è disponibile in inglese perché il primo libro è stato giudicato una violazione del copyright.

## Storia legale
Nel 2002 la casa editrice russa Eksmo cercò di esportare in Europa occidentale il volume, iniziando dai Paesi Bassi, dove i diritti furono acquistati dall'editore Byblos. 
I legali della Rowling portarono la questione di fronte alla corte di Amsterdam. La casa editrice olandese sosteneva che la streghetta russa fosse una parodia di Harry e quindi la pubblicazione fosse legittima. Ma ciò non convinse né il giudice di primo grado, né quello d’appello, che la ritennero invece un plagio. La Byblos fu perciò condannata alla refusione delle spese legali e non poté pubblicare il volume.

## Titoli

### Tanya Grotter
Dal sito ufficiale "Tanya Grotter":
1. Tanya Grotter and the Magical Double Bass (Таня Гроттер и магический контрабас)
2. Tanya Grotter and the Disappearing Floor (Таня Гроттер и исчезающий этаж)
3. Tanya Grotter and the Golden Leech (Таня Гроттер и Золотая Пиявка)
4. Tanya Grotter and the Throne of Drevnir (Таня Гроттер и трон Древнира)
5. Tanya Grotter and the Pikestaff of the Magi (Таня Гроттер и посох волхвов)
6. Tanya Grotter and the Hammer of Perun (Таня Гроттер и молот Перуна)
7. Tanya Grotter and the Pince-nez of Noah (Таня Гроттер и пенсне Ноя)
8. Tanya Grotter and the Boots of the Centaur (Таня Гроттер и ботинки кентавра)
9. Tanya Grotter and the Well of Poseidon (Таня Гроттер и колодец Посейдона)
10. Tanya Grotter and the Curl of Aphrodite (Таня Гроттер и локон Афродиты)
11. Tanya Grotter and the Pearl Ring (Таня Гроттер и перстень с жемчужиной)
12. Tanya Grotter and the Curse of the Necromage (Таня Гроттер и проклятье некромага)
13. Tanya Grotter and the Garrulous Sphinx (Таня Гроттер и болтливый сфинкс)
14. Tanya Grotter and the bird of Titans (Таня Гроттер и птица титанов)

### Spin-off
1. Tanya Grotter and the Complete Tibidox! Phrases, Quotations and Aphorisms (Таня Гроттер и полный Тибидохс! Фразочки, цитатки и афоризмы)
2. Worlds of Tanya Grotter (Миры Тани Гроттер) - a compilation of fan-written graphic novels

### Methodius Bislaev
Ci sono altri spin-off. La serie Methodius Buslaev (Мефодий Буслаев), con un giovane ragazzo mago, e la serie Hooligan fantasy (Хулиганское фэнтези):
1. Methodius Buslaev. Magician of Midnight (Мефодий Буслаев. Маг полуночи)
2. Methodius Buslaev. Roll of Desire (Мефодий Буслаев. Свиток желаний)
3. Methodius Buslaev. Third Rider of the Gloom (Мефодий Буслаев. Третий всадник мрака)
4. Methodius Buslaev. Ticket to the Bald Mountain (Мефодий Буслаев. Билет на лысую гору)
5. Methodius Buslaev. Vengeance of the Valkyries (Мефодий Буслаев. Месть валькирий)
6. Methodius Buslaev. Depressnyak's Secret Magic (Мефодий Буслаев. Тайная магия Депресcняка)
7. Methodius Buslaev. Tartarus's Ice and Flame (Мефодий Буслаев. Лед и пламя Тартара)
8. Methodius Buslaev. The First Eydos (Мефодий Буслаев. Первый Эйдос)
9. Methodius Buslaev. Wings of Light for the Dark Guard (Мефодий Буслаев. Светлые крылья для тёмного стража)
10. Methodius Buslaev. Stairway to Eden (Мефодий Буслаев. Лестница в Эдем)
11. Methodius Buslaev. The map of Chaos (Мефодий Буслаев. Карта Хаоса)
12. Methodius Buslaev. Dryad's necklace (Мефодий Буслаев. Ожерелье дриады)
13. Methodius Buslaev. Glass guard (Мефодий Буслаев. Стеклянный страж)

### Hooligan fantasy
Ci sono altri spin-off. La serie Methodius Buslaev (Мефодий Буслаев), con un giovane ragazzo mago, e la serie Hooligan fantasy (Хулиганское фэнтези):
1. Hooligan fantasy: Great Something (Хулиганское фэнтези: Великое нечто)

La software house Akella ha pubblicato un gioco basato sul primo libro di Tanya Grotter il 26 Marzo 2008.
La versione inglese dei primi quattro libri di Tanya Grotter è disponibile sul sito dell'autrice, Jane H. Buckingham, https://web.archive.org/web/20090430092446/http://emets.olmer.ru/

## Somiglianze
La corte olandese ha evidenziato queste somiglianze tra le due opere:
| Harry Potter | Tanya Grotter |
| --- | --- |
| I genitori di Harry sono stati uccisi da un mago cattivo, Voldemort.                                                | I genitori di Tanya sono stati uccisi da un mago cattivo, Chuma-del-Tort                                          |
| Harry crede che i genitori siano morti in un incidente d'auto.                                                      | Tanya crede che i genitori siano morti in una valanga.                                                            |
| Harry ha una cicatrice misteriosa sulla fronte.                                                                     | Tanya ha una voglia misteriosa sul naso.                                                                          |
| Harry viene lasciato dagli zii materni, Vernon e Petunia Dursley.                                                   | Tanya viene lasciata dai cugini di secondo grado, Ninel e Germain Durnev.                                         |
| Gli zii trattano male Harry, viziando il figlio Dudley.                                                             | I cugini trattano male Tanya, viziando la loro figlia Penelope ("Pipa").                                          |
| Compiuti undici anni e senza conoscere la sua vera identità, Harry viene invitato ad Hogwarts, una scuola di magia. | Compiuti undici anni e senza conoscere la sua vera identità, Tanya viene invitata a Tibidox, una scuola di magia. |
| Hogwarts può essere raggiunta solo via treno, che parte da un binario segreto.                                      | Tibidox può essere raggiunta solo volando o teletrasportandosi.                                                   |
| Harry conosce i suoi due migliori amici.                                                                            | Tanya conosce i suoi due migliori amici.                                                                          |
| Harry diventa un asso del Quidditch, che si gioca a cavallo di una scopa volante.                                   | Tanya diventa un asso del Dragonball, che si gioca a cavallo di un contrabbasso volante.                          |
| Voldemort è alla ricerca della Pietra Filosofale, nascosta ad Hogwarts.                                             | Chuma-del-Tort è alla ricerca di un amuleto, nascosto sotto la voglia di Tanya.                                   |
| Il climax della storia si raggiunge nei sotterranei della scuola.                                                   | Il climax della storia si raggiunge nei sotterranei della scuola.                                                 |
| Harry e i suoi amici combattono contro uno scagnozzo di Voldemort.                                                  | Tanya e i suoi amici combattono contro Chuma-del-Tort.                                                            |
| I ragazzi vincono e la pietra filosofale viene distrutta da Silente.                                                | I ragazzi vincono, ma l'amuleto viene perso durante la battaglia.                                                 |
| Harry completa il suo primo anno scolastico.                                                                        | Tanya completa il suo primo semestre scolastico.                                                                  |